# Amiibo Touch & Play: Nintendo Classics Highlights
amiibo Touch & Play: Nintendo Classics Highlights (Touch! amiibo Ikinari Famicom Na Scene, no Japão) e (amiibo Tap: Nintendo's Greatest Bits, nos EUA), é uma aplicação gratuita lançada pela Nintendo para a Wii U que permite jogar 30 demos das consolas Nintendo Entertainment System e Super Nintendo.

## Funcionamento
Para jogar o utilizador tem que aproximar uma figura amiibo ao sensor NFC que possui o GamePad da Wii U, cada figura desbloqueia uma demo aleatóriamente, que fica associada a esse amiibo. Cada demo tem a duração de 3 minutos, é possível alterar de nível passando novamente o amiibo no GamePad da Wii U; a aplicação tem ligação direta à Nintendo eShop onde é possivel comprar as versões completas dos jogos.

## Demos

### Nintendo Entertainment System
- Super Mario Bros.[2]
- Super Mario Bros.: The Lost Levels
- Super Mario Bros. 2
- Super Mario Bros. 3
- The Legend of Zelda
- The Legend of Zelda II: The Adventure of Link
- Metroid
- Punch-Out!!
- Dr. Mario
- Balloon Fight
- Excitebike
- Pinball
- Kirby's Adventure
- Yoshi
- Donkey Kong
- Donkey Kong Jr.
- Kid Icarus
- Clu Clu Land
- Ice Climber
- Wrecking Crew
- Wario's Woods
- Mach Rider

### Super Nintendo
- F-Zero
- Kirby's Dream Land 3
- Kirby's Dream Course
- Kirby Super Star
- The Legend of Zelda: A Link to the Past
- Super Mario Kart
- Super Mario World
- Super Metroid